# Pantomallus pallidus
Pantomallus pallidus là một loài bọ cánh cứng trong họ Cerambycidae.